# Hohenstein-Ernstthal
Hohenstein-Ernstthal je velké okresní město v německé spolkové zemi Sasko. Nachází se v zemském okrese Cvikov a má přibližně 14 tisíc obyvatel. Město je známé jako rodiště spisovatele Karla Maye a také závodním okruhem Sachsenring.

## Historie
Ves Hohenstein byla založena kolem roku 1491. První písemná zmínka pochází z roku 1491, pod názvem Hoinstein však může být také myšlen název kopce. V roce 1720 byl povýšen na městys a roku 1792 na město. Ernstthal byl založen v roce 1680, roku 1694 získal trhové právo a od roku 1720 měl status městyse. Hohenstein a Ernstthal se v roce 1898 spojily do jednoho města s názvem Hohenstein-Ernstthal. V letech 1952–1994 bylo okresním městem stejnojmenného zemského okresu. Po jeho zrušení získalo v roce 1995 status velké okresní město.

## Přírodní poměry
Město se nachází několik kilometrů západně od města Chemnitz. Nejvyšším bodem je Pfaffenberg (479 m). Severně od něj prochází dálnice A4. Západovýchodním směrem prochází městem železniční trať Drážďany–Werdaum, na které se nachází nádraží Hohenstein-Ernstthal a Wüstenbrand.

## Správní členění
Hohenstein-Ernstthal se dělí na 2 místní části:
- Hohenstein-Ernstthal
- Wüstenbrand

## Pamětihodnosti
- rodný dům Karla Maye
- budova lázní
- evangelický městský kostel v Ernstthalu
- katolický kostel svatého Kryštofa